# Jack Walker (rugby à XV)
Pour les articles homonymes, voir Jack Walker et Walker.

a Compétitions nationales et continentales officielles uniquement.

b Matchs officiels uniquement.
Dernière mise à jour le 22 janvier 2024.
Jack Walker, né le 6 mai 1996 à Steeton (Angleterre), est un joueur international anglais de rugby à XV, évoluant au poste de talonneur au sein des Harlequins en Premiership.

## Biographie

### Jeunesse et formation
Jack Walker naît à Steeton dans le Yorkshire de l'Ouest. Sa mère, Sue, pratique la natation pour le Zimbabwe. Son père, Johnny, a joué au rugby à XV ainsi qu'au rugby à XIII. C'est ce dernier qui l'inscrit dans le club local de North Ribblesdale RFC à l'âge de six ans,. Là-bas, il joue au poste de demi d'ouverture avant d'être déplacé en troisième ligne par manque de vitesse et du fait qu'il soit trop lourd. À ses quatorze ans, il rejoint Leeds Carnegie et est alors replacé au poste de talonneur, son poste final. Dès l'âge de seize ans, il signe son premier contrat professionnel avec Leeds.
En 2012, il reçoit la récompense de la Jaguar Academy of Sport rising star,.
Durant sa jeunesse, il est scolarisé au Settle College, puis dans la Prince Henry's Grammar School (en) basée à Otley,.
Il est retenu avec les sélections de jeune anglaises en moins de 16, 17 et 18 ans où il est parfois capitaine.
Ses deux frères sont également des sportifs, Chris joue au rugby, il est notamment capitaine de l'équipe d'Angleterre des moins de 20 ans durant le Tournoi des Six Nations des moins de 20 ans 2012 et joue également pour Leeds Carnegie. Son autre frère, Lee, joue au football et a notamment fait partie de l'Academy (centre de formation) de Burnley.

### Débuts de carrière à Leeds (2013-2016)
Jack Walker dispute son premier match sous les couleurs senior de Leeds Carnegie en octobre 2013 face à Bristol en Championnat d'Angleterre de 2e division à l'âge de dix-sept ans et cent-soixante jours, faisant de lui le plus jeune avant à jouer pour le club. La semaine suivante, il débute son premier match en British and Irish Cup où il évolue avec son frère ainé Chris durant quelques minutes. En février 2014, il connaît ses deux premières sélections avec l'équipe d'Angleterre des moins de 20 ans lors du Tournoi des Six Nations des moins de 20 ans. Quelques mois plus tard, il remporte le Championnat du monde junior avec cette sélection en battant l'Afrique du Sud en finale où il entre en jeu en seconde période,.
En janvier 2015, il gagne en temps de jeu et devient le plus jeune capitaine de Yorkshire Carnegie (ex Leeds Carnegie) à l'âge de 18 ans et 256 jours contre les London Scottish,. À partir du mois suivant, il est titulaire lors des cinq matchs du Tournoi des Six Nations des moins de 20 ans et remporte cette compétition,. En juin, il est titulaire durant l'intégralité du Championnat du monde junior où les anglais sont défaits en finale par la Nouvelle-Zélande,,.
La saison suivante, il est régulièrement titulaire avec son club en Championship. En janvier 2016, il est de nouveau retenu pour disputer son troisième Tournoi des Six Nations des moins de 20 ans où il est nommé capitaine de la sélection,. En mai, il est annoncé qu'il signe pour le club de Bath Rugby, évoluant en Premiership, à partir de la saison 2016-2017,,. La même année, il est sélectionné pour son troisième Championnat du monde junior, toujours en tant que capitaine. Lors du deuxième match de poule, il inscrit son premier essai dans la compétition contre l'Écosse. Cependant, pendant le match suivant contre l'Australie il subit une commotion cérébrale, le rendant forfait pour le reste de la compétition qui voit les jeunes anglais remporter la finale 45 à 21 contre l'Irlande,, il devient alors double champion du monde dans cette catégorie.

### Découverte du haut niveau avec Bath (2016-2021)
Jack Walker fait ses débuts avec Bath en décembre 2016, lors d'un match de Challenge européen face aux Cardiff Blues. Le mois suivant, il fait ses débuts en Premiership contre les Newcastle Falcons,. Pour sa première saison, il est gêné par plusieurs blessures qui l'empêche de progresser. 
La saison suivante, il gagne en temps de jeu et découvre la Coupe d'Europe contre les Scarlets,. Cependant, en novembre, il se blesse gravement. En janvier 2018, il prolonge avec Bath. Deux mois plus tard, il fait son retour sur les terrains en étant remplaçant de Nathan Charles lors de la finale perdue de Coupe anglo-galloise face aux Exeter Chiefs. Cette saison-là, il dispute quatorze matchs dont trois comme titulaire. 
Durant la saison 2018-2019, il s'impose comme le deuxième talonneur du club derrière Tom Dunn et devant Ross Batty (en). Lors de la saison, il dispute vingt-deux rencontres, huit en tant que titulaire, et inscrit ses deux premiers essais avec Bath. 
La saison 2019-2020 voit Jack Walker inscrire ses premiers essais en Coupe d'Europe, contre l'ASM Clermont Auvergne, ainsi qu'en Premiership contre les London Irish. Il réalise alors sa saison la plus complète avec Bath, disputant vingt-neuf rencontres dont treize titularisations et inscrivant six essais. 
Lors de sa dernière saison à Bath, il perd en temps de jeu, ne disputant que dix-huit rencontres, étant notamment perturbé par une blessure en fin de saison. 

### Transfert aux Harlequins et premières sélections avec le XV de la Rose (2021-)
Durant l'été 2021, il rejoint les Harlequins, récent champion d'Angleterre, dans le but de gagner en temps de jeu pour se rapprocher d'une éventuelle sélection avec l'équipe d'Angleterre. Il joue son premier match contre les Newcastle Falcons lors de la première journée de Premiership. Dès sa première saison avec son nouveau club, il s'impose comme le titulaire à son poste, disputant vingt-neuf matchs titulaires sur les trente qu'il joue, et l'un des meilleurs talonneurs d'Angleterre. À la suite de cette bonne saison, il est appelé pour la première fois avec l'Angleterre par Eddie Jones, en juin 2022, pour affronter les Barbarians, match où il est titulaire. Quelques jours après, il est retenu pour la tournée en Australie contre les Wallabies, mais il ne dispute aucune rencontre .
En octobre suivant, Eddie Jones le retient pour un camp d'entraînement en prévision des tests d'automne, cependant il se blesse et est forfait pour ces derniers. Il rejoue avec son club à la fin novembre contre Gloucester. En janvier 2023, il prolonge son contrat avec les Harlequins. Le nouveau sélectionneur du XV de la Rose, Steve Borthwick, le retient dans son premier groupe de joueurs sélectionnés pour participer au Tournoi des Six Nations 2023. Ce dernier fait de Jack Walker son deuxième talonneur, étant remplaçant de Jamie George lors des cinq rencontres, mais ne fait que trois entrées en jeu dont ses premières minutes contre l'Italie,, et son équipe termine à la quatrième place après des performances moyennes. Toutes compétitions confondues avec son club il prend part à quatorze rencontres durant la saison 2022-2023. Au mois de juin, il est convoqué dans une pré-liste de vingt-huit joueurs pour préparer la Coupe du monde 2023.
Bien que gêné par des blessures pendant la préparation,, début août il est définitivement sélectionné pour la Coupe du monde. Pendant la compétition, il est devancé par Jamie George et Theo Dan et ne participe seulement qu'à une rencontre de poule contre le Chili en tant que remplaçant. Son équipe termine sur la dernière marche du podium en remportant la finale pour la troisième place contre l'Argentine sur le score de 26 à 23.
Malgré sa participation à la Coupe du monde, ainsi qu'une demi-saison de qualité (cinq essais en dix matchs) avec son club, il n'est pas sélectionné pour le Tournoi des Six Nations 2024.

## Statistiques

### En sélection nationale
Jack Walker compte 5 capes en équipe d'Angleterre, dont 0 en tant que titulaire, depuis sa première sélection le 12 février 2023 face à l'équipe d'Italie.
Il participe à une édition de la Coupe du monde en 2023, disputant une rencontre en tant que remplaçant.

## Palmarès

### En club
- Finaliste de la British and Irish Cup en 2016 avec Yorkshire Carnegie.
- Finaliste de la Coupe anglo-galloise en 2018 avec Bath Rugby.

### En sélection nationale
- Vainqueur du Championnat du monde junior en 2014 et 2016 avec l'équipe d'Angleterre des moins de 20 ans.
- Vainqueur du Tournoi des Six Nations des moins de 20 ans en 2015 avec l'équipe d'Angleterre des moins de 20 ans.
- Finaliste du Championnat du monde junior en 2015 avec l'équipe d'Angleterre des moins de 20 ans.
- Troisième de la Coupe du monde en 2023 avec l'équipe d'Angleterre.

#### Tournoi des Six Nations
| Édition          | Rang | Résultats Angleterre | Résultats Walker | Matchs Walker |
| ---------------- | ---- | -------------------- | ---------------- | ------------- |
| Six Nations 2023 | 4e   | 2 v, 0 n, 3 d        | 2 v, 0 n, 1 d    | 3/5           |

Légende : v = victoire ; n = match nul ; d = défaite ; la ligne est en gras quand il y a Grand Chelem.